# Nudes: Online bloßgestellt
Nudes: Online bloßgestellt (Originaltitel: Nudes) ist eine italienische Anthologieserie, die eine Adaption der norwegischen Serie Nudes: Nackt im Netz ist. Die Premiere der Jugendserie, die von der Produktionsfirma Bim Produzione in Zusammenarbeit mit Rai Fiction realisiert wurde, fand am 20. April 2021 auf dem italienischen Streamingdienst RaiPlay statt. Im deutschsprachigen Raum erfolgte die Erstveröffentlichung der Serie am 14. September 2022 durch Disney+ via Star.

## Handlung
Die Anthologieserie Nudes: Online bloßgestellt beschäftigt sich mit den brisanten Themen Nacktheit im Netz und Rachepornos sowie deren Gefahren und Auswirkungen. In drei unabhängigen und in sich abgeschlossenen Geschichten werden die jugendlichen Protagonisten Vittorio, Sofia und Ada mit dieser Thematik konfrontiert.
Die Geschichte von Vittorio (Episode 1–4)
Der 18-jährige Vittorio ist nicht nur beliebt, sondern kann auch mit seinen Führungsqualitäten überzeugen. Erst kürzlich hat er die Ausschreibung für ein Sanierungsprojekt der Stadt zugunsten von Schülern gewonnen. Alles scheint perfekt zu laufen, bis er eine Vorladung von der Polizei erhält und ihm auf dem Revier eröffnet wird, dass er wegen Verbreitung von kinderpornografischen Inhalten angezeigt worden ist. Genauer gesagt geht es um ein Video, das seit geraumer Zeit im Netz kursiert und in dem die zum Zeitpunkt der Aufnahme noch minderjährige Marta zu sehen ist. Kurze Zeit darauf beteuert Vittorio gegenüber seiner Freundin Costanza, dass er zwar während einer Party ein Video aufgenommen, es aber nie publik gemacht hat. Er vermutet, dass irgendjemand zwischenzeitlich heimlich sein Handy entwendet haben muss. Die Wahrheit ist komplexer, als es scheint. Welche Rolle spielt Vittorio? Ist er Täter, Mittäter oder doch ein Opfer? Und welche Verbindung besteht zu der Geschädigten Marta? Vittorio versucht, das Gerede um seine Person einzudämmen, zumal er der Vorsitzende des Projekts Officina 27 ist, mit dem er die Ausschreibung gewonnen hat. Die Eröffnungsfeier steht vor der Tür, und alles muss perfekt sein. Die Gerüchte über die Anklage verbreiten sich schnell und Gina, die Vizevorsitzende von Officina 27, fragt sich, ob es nicht besser wäre, Vittorio aufgrund der Schwere der Anschuldigungen von seinen Aufgaben zu entbinden. Währenddessen beginnt seine Beziehung zu Costanza in die Brüche zu gehen, und sie bittet Vittorio, intime Fotos von ihr von seinem Handy zu löschen. In der Zwischenzeit hat Vittorios Familienanwalt eine Idee, wie die Klage fallen gelassen werden könnte, ohne Vittorio allzu viel Schaden zuzufügen. Vittorio erkennt, dass er sein öffentliches Image aufpolieren muss, und wendet sich mit einer aufrichtigen Rede an die Mitglieder von Officina 27. Doch Costanza stört sich an etwas. Vittorio beschließt, Marta in einem Park zu treffen und sich für alles zu entschuldigen. Es scheint eine aufrichtige Entschuldigung zu sein. Aber kurz darauf enthüllt Vittorio gegenüber Marta, was sein Anwalt plant, und sie ist nicht sehr angetan davon. Vittorio lässt sein Gespräch mit Marta Revue passieren, das einen bleibenden Eindruck bei ihm hinterlassen hat. Vittorio hinterfragt seine Rolle und sein Handeln bei all dem. Ist es gerecht, sich mit allen Mitteln zu verteidigen, obwohl man zumindest die Aufnahme gemacht hat? Und ist es gerecht, dafür zu sühnen? Der große Tag für Officina 27 rückt näher und Vittorio trifft für sich selbst eine Entscheidung, die er nicht nur mit seinem Gewissen vereinbaren kann, sondern auch über seine Zukunft entscheidet.
Die Geschichte von Sofia (Episode 5–7)
Die 16-jährige Sofia und ihre Freundinnen Anna, Viola und Emilia sind auf dem Weg zu einer Party. Sofia kann ihre Nervosität kaum verbergen, denn sie weiß, dass Tommi, der Junge, in den sie verknallt ist, dort sein wird. Von ihren Freundinnen ermutigt, fängt Sofia an, mit dem Jungen zu reden und zu flirten, bis sie sich heimlich davonschleichen, um Sex zu haben. Am nächsten Tag wachen die Mädchen verkatert auf und sind prompt fassungslos: In einem Gruppenchat kursiert ein Video, das Sofia beim Sex mit Tommi zeigt. Sofia ist am Boden zerstört. Ihre Freundinnen stehen ihr bei und versuchen herauszufinden, wer das Video verschickt haben könnte. War es wirklich Tommi? Und aus welchem Grund hätte er das tun sollen? Trotz der unerschütterlichen Unterstützung durch ihre Freundinnen muss Sofia in die Schule gehen und sich den Blicken und fiesen Kommentaren der anderen Schüler aussetzen. Außerdem verhält sich Tommi sehr seltsam. Als Sofia sich das Video erneut ansieht, fällt ihr ein Detail auf, das sie der Wahrheit näher bringen könnte. Als ihre Freundinnen sie überreden, die Schule zu schwänzen und einen Vormittag am Fluss zu verbringen, macht Sofia eine unerwartete und erschütternde Entdeckung.
Die Geschichte von Ada (Episode 8–10)
Die 14-jährige Ada ist nicht wie die anderen Mädchen in ihrer Klasse, sie interessiert sich nicht nur für Jungs. Sie und ihre beste Freundin Claudia befinden sich in einer schwierigen Übergangsphase, in der man weder ein Kind noch ein Erwachsener ist und noch nicht weiß, wohin man sich entwickeln will. Aber während Ada mit dieser Unbestimmtheit kein Problem zu haben scheint, ist das bei Claudia anders. Als Claudia vorschlägt, sich bei der Dating App YourMatch anzumelden, willigt Ada nur ein, um sie glücklich zu machen. So lernt sie Mirko kennen. Er gibt ihr das Gefühl, schön und begehrenswert zu sein, und sie beschließt, ihm ein Nacktfoto von sich zu schicken. Kurze Zeit später wird sie von einem Fremden kontaktiert: Ihr Foto ist im Netz aufgetaucht. Ada ist bestürzt darüber, dass ihr Nacktfoto nun für eine breitere Öffentlichkeit zugänglich ist. Unterdessen schwört Mirko, dass er das Foto weder verschickt noch veröffentlicht hat, räumt aber die Möglichkeit ein, dass seine Freunde sein Handy entwendet haben und das Foto ins Internet gestellt haben könnten. Giancarlo ruft Ada an und erzählt ihr, dass ihr Foto offenbar auf einigen pornografischen Seiten gelandet ist. Am besten sei es, den Fall der Polizei zu melden, doch dazu sei die Zustimmung von Adas Mutter erforderlich. Allerdings will Ada nicht, dass ihre Mutter davon erfährt, und so macht Giancarlo einen neuen Vorschlag, um das Problem zu lösen. Ada hat das Gefühl, langsam zu ersticken. Da ist zum einen das Geheimnis, das sie vor ihrer Mutter und vor Claudia, der sie es noch nicht erzählt hat, bewahren will. Auf der anderen Seite drängt sich Giancarlo mit seinen immer unannehmbareren Forderungen auf.

## Besetzung und Synchronisation
Die deutschsprachige Synchronisation entstand nach den Dialogbüchern von Andreas Barz und Tim Kreuer sowie unter der Dialogregie von Jörn Linnenbröker durch die Synchronfirma Studio Hamburg Synchron in Hamburg.
Die Geschichte von Vittorio
| Rolle            | Schauspieler       | Synchronsprecher    |
| ---------------- | ------------------ | ------------------- |
| Vittorio Corradi | Nicolas Maupas     | Jesse Grimm         |
| Daniele          | Alessandro Bedetti | Tim Kreuer          |
| Marta Mwangi     | Geneme Tonini      | Magdalena Montasser |
| Costanza         | Giulia Sangiorgi   | Elise Eikermann     |
| Federico Corradi | Massimo Nicolini   | Roman Rossa         |
| Elena Corradi    | Elena Di Cioccio   | Jennifer Böttcher   |
| Luca             | Amedeo Burzacchi   | Tom Wiedemann       |
| Ricky            | Francesco Le Rose  | Heiner Kock         |
| Gina             | Matilde Pettazoni  | Josephine Martz     |
| Biscossi         | Stefano Fregni     | Jens Wendland       |
| Denise           | Francesca Rabbi    | Maria Wardzinska    |

Die Geschichte von Sofia
| Rolle   | Schauspieler            | Synchronsprecher |
| ------- | ----------------------- | ---------------- |
| Sofia   | Fotinì Peluso           | Liza Ohm         |
| Chichi  | Luce Scheggi            | Nina Witt        |
| Teresa  | Francesca Munari        | Julia Fölster    |
| Anna    | Cecilia Bertozzi        | Julia Casper     |
| Viola   | Catherine Balsamo       | Selina Böttcher  |
| Emilia  | Anna Signaroldi         | Jana Dunja Gries |
| Tommi   | Giovanni Maini          | Lino Böttcher    |
| Simone  | Francesco Degli Esposti | Robert Knorr     |
| Massimo | Andrea Bosca            | Martin Lohmann   |

Die Geschichte von Ada
| Rolle           | Schauspieler       | Synchronsprecher  |
| --------------- | ------------------ | ----------------- |
| Ada             | Anna Agio          | Emily Seubert     |
| Claudia         | Alice Lazzarato    | Malin Steffen     |
| Giancarlo Rossi | Giuseppe Attanasio | Alexander Merbeth |
| Paola           | Linda Gennari      | Vanessa Czapla    |
| Prof. Mori      | Luciano Scarpa     | Christian Stark   |

## Episodenliste
| Nr. | Deutscher Titel | Originaltitel | Erstveröffentlichung (Italien) | Deutschsprachige Erstveröffentlichung (D/A/CH) |
| --- | --------------- | ------------- | ------------------------------ | ---------------------------------------------- |
| 1   | Vittorio Teil 1 | Vittorio - 1  | 20. Apr. 2021                  | 14. Sep. 2022                                  |
| 2   | Vittorio Teil 2 | Vittorio - 2  | 20. Apr. 2021                  | 14. Sep. 2022                                  |
| 3   | Vittorio Teil 3 | Vittorio - 3  | 20. Apr. 2021                  | 14. Sep. 2022                                  |
| 4   | Vittorio Teil 4 | Vittorio - 4  | 20. Apr. 2021                  | 14. Sep. 2022                                  |
| 5   | Sofia Teil 1    | Sofia - 1     | 20. Apr. 2021                  | 14. Sep. 2022                                  |
| 6   | Sofia Teil 2    | Sofia - 2     | 20. Apr. 2021                  | 14. Sep. 2022                                  |
| 7   | Sofia Teil 3    | Sofia - 3     | 20. Apr. 2021                  | 14. Sep. 2022                                  |
| 8   | Ada Teil 1      | Ada - 1       | 20. Apr. 2021                  | 14. Sep. 2022                                  |
| 9   | Ada Teil 2      | Ada - 2       | 20. Apr. 2021                  | 14. Sep. 2022                                  |
| 10  | Ada Teil 3      | Ada - 3       | 20. Apr. 2021                  | 14. Sep. 2022                                  |